# ING
«ИНГ Груп» (нидерл. ING Groep N.V. англ. ING Group, Группа компаний ING) — крупнейшая банковская группа Нидерландов. Аббревиатура ING расшифровывается как Internationale Nederlanden Groep (Международная Нидерландская Группа). Основными регионами деятельности являются Нидерланды, Бельгия, Люксембург и Германия. С 2011 года входит в число глобально системно значимых банков.
ING Groep образовалась в 1991 году в результате слияния банка NMB Postbank Groep со страховой компанией Nationale-Nederlanden. Группа начала международную экспансию, скупая компании в сферах банкинга, страхования и управления активами в Бельгии, США, Канаде, Германии, Польше и других странах, в частности в 1995 году были куплены активы обанкротившегося Barings Bank. Во время мирового финансового кризиса 2008 года группе пришлось прибегнуть к финансовой помощи правительства Нидерландов, по условиям получения этой помощи были проданы дочерние структуры в США, Канаде и Великобритании, а также отделен страховой бизнес в самостоятельную компанию NN Group.

## Деятельность
На 2020 год ING Groep обслуживала 39,4 млн клиентов. Основными рынками, где предоставляются как оптовые, так и розничные банковские услуги, являются Нидерланды, Бельгия, Люксембург, Германия, Австрия, Чехия, Италия, Испания, Франция, Австралия, Польша, Румыния, Турция и Филиппины. Ещё в ряде стран Европы, Азии, Северной и Южной Америки работают дочерние компании, предоставляющие оптовые банковские услуги.
Группа входит в тридцатку крупнейших банков мира по размеру активов, 937,3 млрд евро на 2020 год; из этой суммы 598,2 млрд составили выданные кредиты (из них 356 млрд ипотечные), 111 млрд пришлось на наличные и балансы в центральных банках. Из пассивов размер принятых депозитов клиентов составил 609,6 млрд евро, ещё 78 млрд составили депозиты банков; корпоративных облигаций было выпущено на 82 млрд евро.
Основную часть выручки группы составляет чистый процентный доход, 13,6 млрд из 17,6 млрд евро в 2020 году.
ING является стратегическим отраслевым партнером Финансовой школы Дуйзенберга. ING предоставляет серию стажировок и помогает принятым студентам со студенческими кредитами. Кроме того, для студентов финансовой школы Дуйзенберга организуются внутренние мероприятия, чтобы лучше понять финансовую отрасль.

## ING в России

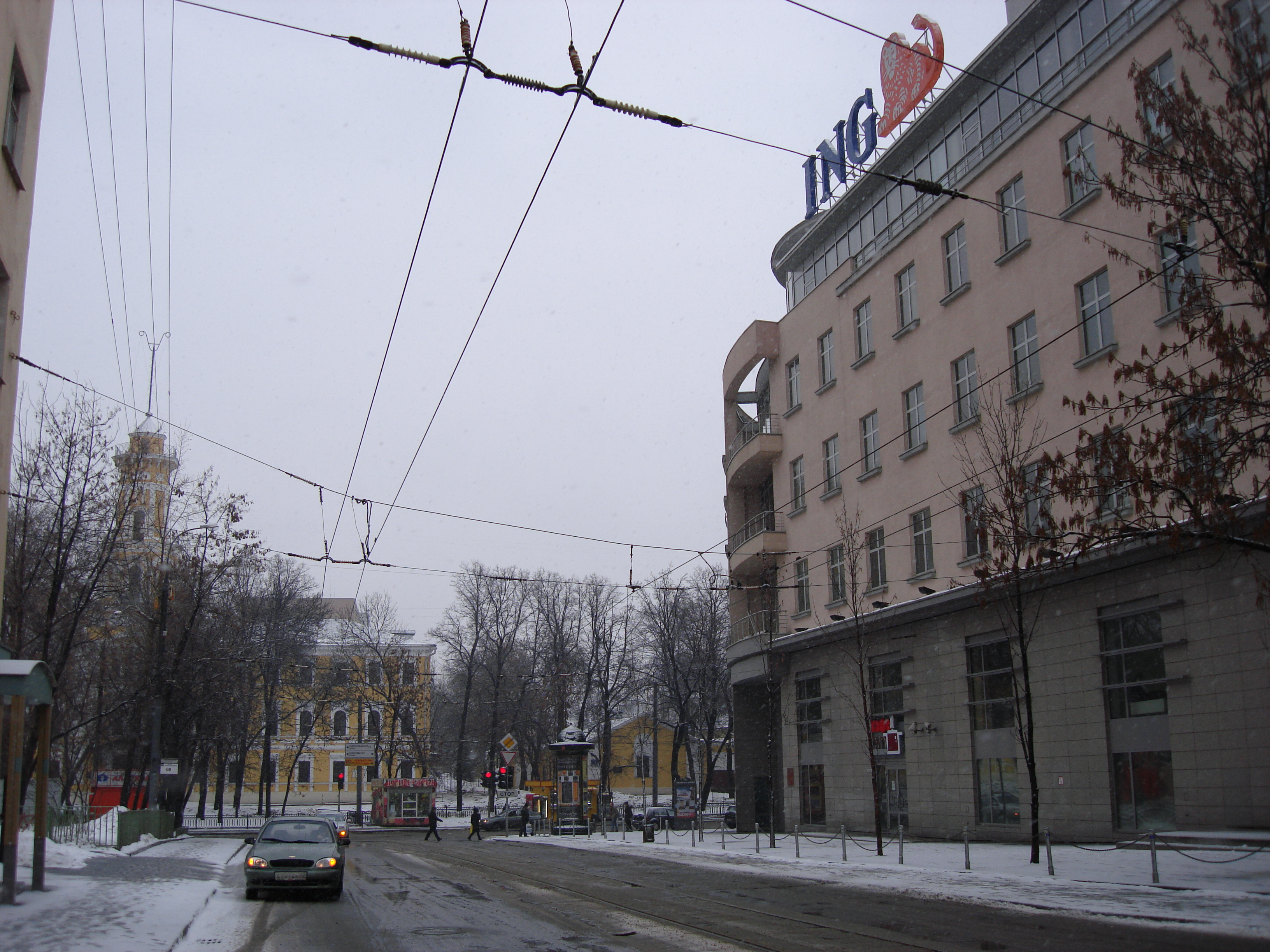
Офис ING в Москве, Краснопролетарская улица, д. 36

Акционерное общество «ИНГ Банк (Евразия)» работает в России с 1993 года и специализируется на обслуживании корпоративных клиентов. Услуги банка включают корпоративное финансирование, расчётно-кассовое обслуживание, депозитные операции, хеджирование, производные финансовые инструменты и др.. Неоднократно входил в число десяти самых надежных банков России по версии Forbes. На начало 2021 года занимал 46-е место среди российских банков по объёму активов.
Ранее дочерние структуры ING занимались в России страхованием, лизингом и негосударственным пенсионным обеспечением. В 2009 году группа закрыла свою российскую страховую компанию и продала пенсионный фонд компании Aviva. В 2014 году было ликвидировано ООО «ИНГ Лизинг (Евразия)».
С 2017 года банк имел ежегодно подтверждаемый рейтинг ААА от рейтингового агентства АКРА. В 2024 году рейтинг был понижен до AA(RU), а затем подтвержден в 2025 с негативным прогнозом.